# Eustrotia uncula
Eustrotia uncula là một loài bướm đêm trong họ Noctuidae.